# La terza donna
La terza donna è un romanzo scritto da Giorgio Montefoschi e pubblicato nel 1984. Nello stesso anno il libro è stato insignito del Premio Selezione Campiello e nel 1985 è stato finalista alla prima edizione del Premio Bergamo.

## Trama
Il libro si divide in tre parti, di cui la prima e la terza sono narrazioni in terza persona e contemplano i numerosi punti di vista dei personaggi; nella seconda parte, Federico Trotta narra in prima persona.
Parte prima - Laura e la figlia Francesca non hanno più visto il loro rispettivo marito e padre, Federico Trotta. Le due donne hanno un atteggiamento differente: la madre sembra non dare importanza alla cosa, mentre Francesca ha spesso dei malumori e momenti di pianto, pensando al padre. Però Francesca non vuole aprirsi con la madre, pensando che sia successo qualcosa di enorme. Quindi va a discorrere con don Antonio Sher, prelato del Vaticano e amicissimo di Federico. L'argomento dell'assenza è una sorta di tabù, che nessuno vuole infrangere. Andando indietro negli anni, si può capire che Federico ha avuto per un certo tempo un'amante, Katia Korman, che vive a Roma, pur essendo austriaca. Laura lo ha saputo o intuito, ma dal canto suo ha respinto il marito, facendogli capire che un suo ritiro nell'anonimato sarebbe una buona cosa.
Attorno alla famiglia di Federico ruotano gli amici di sempre, i Bolis, che condividono anche i soggiorni al mare con Laura. Francesca è praticamente fidanzata con il giovane Paolo. L'unico fratello di Federico, Carlo Trotta, si prodiga per offrire l'ospitalità di prima e forse c'è del tenero tra lui e Laura, benché la cosa non sia mai confermata e risulti un'impressione di Francesca. Tutti i ricordi non aiutano Francesca ad avere più dialogo con la madre e Laura, dal canto suo, ha buone ragioni per evitare i discorsi più diretti.
Parte seconda - Federico vive una situazione infernale, ma stenta a comprenderlo. L'amante che ha avuto, oltretutto per un periodo abbastanza lungo, altro non era che la compensazione per la condotta della moglie, che per lungo tempo lo aveva tenuto lontano da lei, sia sul piano fisico, sia su quello del dialogo. Eppure arriva il momento in cui l'uomo capisce che vuole solo Laura, e passa intere nottate a piangere, si commuove per qualsiasi cosa. Ha il sonno turbato da sogni in cui gli appare il padre morto giovane sotto gli occhi di Federico ragazzino. Non ha più sentito il compagno di tanti giorni, il padre Sher. Finalmente un giorno si rende conto di non dover sopportare oltre quella vita. Un passo alla volta, si libera del lavoro che lo costringeva a lunghi viaggi. Anche con i colleghi è abbastanza facile rompere i rapporti: Clara Walser è morta, lasciando il marito Robert in un lutto infinito: altri colleghi come Lambert, Poncet e Woolf-Lehener, da tempo si sono congedati e lui li vede un'ultima volta. Così può sparire.
Egli si stabilisce a Roma, non lontano dalla famiglia; il fratello Carlo è al corrente del suo recapito. Scrive alla moglie e tra i due si sviluppa una corrispondenza seria. Ma non si dice mai cosa sia successo davvero a Federico: egli scrive che entrerà in una clinica dove lo faranno dormire a lungo. Quando ciò avviene, lui, tra un ricovero e l'altro, va a vivere in una stanza di un albergo situato proprio davanti a casa e avverte Laura. Nell'albergo i due hanno una relazione segreta: comportandosi come amanti, recuperano la solidarietà e l'amore che mai era venuto meno, ma era stato sottoposto a prove contorte. E Federico ritrova se stesso, ma ancora non può tornare e rivedere la figlia.
Parte terza - Federico è morto in aprile. Al momento del trapasso aveva chiesto a Laura di guardare dalla finestra. Lei per questo si dispererà a lungo. Francesca invece, finalmente presente alla clinica, ha colto il momento e il congedo di Federico. Ora si attende il matrimonio tra lei e Paolo, la vita deve continuare. Ma Federico non è morto per un male dell'anima,bensì per un cancro ai polmoni, che lui ha combattuto con i farmaci per allontanare il dolore. Federico non era affatto di troppo nelle vite dei suoi cari, ma lo ha stroncato il pudore di dire con chiarezza il suo stato.

## Personaggi
- Federico Trotta, funzionario di origini piemontesi, ha vissuto a Roma con la famiglia, ma ora è scomparso.
- Laura Trotta, moglie di Federico.
- Francesca Trotta, figlia di Federico e Laura, è adulta e vive con la madre.
- Carlo Trotta, fratello di Federico.
- Paolo Bolis, dirimpettaio dei Trotta e amico di Francesca; hanno circa la stessa età.
- Pietro Bolis e signora, genitori di Paolo e buoni amici dei Trotta.
- Antonio Sher, religioso, amico di Federico sin dalla giovinezza.
- Gustavo Opezzo, sacerdote, segretario di Sher.
- Katia Korman, di origine baltica, è austriaca e collega di Federico durante i molti congressi internazionali cui i due devono rappresentare i rispettivi Paesi.
- Robert Walser, collega più anziano di Trotta.
- Clara, moglie di Robert, Franziska figlia dei Walser.
- Maurice Lambert e signora, Poncet, Woolf-Lehener, altri membri più anziani di Trotta, impegnati nello stesso organismo internazionale.

## Edizioni
- Giorgio Montefoschi, La terza donna, Garzanti, Milano 1984
- Giorgio Montefoschi, La terza donna: romanzo, TEA, Milano 2000
- Giorgio Montefoschi, La terza donna, La nave di Teseo, Milano 2021
- (FR)  Giorgio Montefoschi; La troisième femme, trad. Nathalie Castagné, La Manufacture, Lyon 1990